# Spoorlijn Schwarzenbek - Bad Oldesloe
De spoorlijn Schwarzenbek - Bad Oldesloe was een Duitse spoorlijn in Sleeswijk-Holstein en was als spoorlijn 1141 onder beheer van DB Netze.

## Geschiedenis
Het traject werd door de Preußische Staatseisenbahnen geopend op 1 augustus 1887.  In 1976 is het personenvervoer op de lijn opgeheven en daarna is het traject in verschillende fases gesloten. Thans ligt er een fietspad op de bedding. 

## Aansluitingen
In de volgende plaatsen is of was er een aansluiting op de volgende spoorlijnen:
Schwarzenbek
DB 6100, spoorlijn tussen Berlijn en Hamburg
Trittau
DB 9125, spoorlijn tussen Hamburg-Billbrook en Trittau
Bad Oldesloe
DB 1043, spoorlijn tussen Neumünster en Bad Oldesloe
DB 1120, spoorlijn tussen Lübeck en Hamburg
DB 6928, spoorlijn tussen Hagenow Land en Bad Oldesloe
DB 9120, spoorlijn tussen Elmshorn en Bad Oldesloe